# Bataille de Knocknanuss
Guerres confédérées irlandaises
La bataille de Knocknanuss s'est déroulée en 1647, pendant les guerres confédérées irlandaises, dans le cadre des guerres des Trois Royaumes, entre l'armée de Munster de la Confédération irlandaise et une armée parlementaire anglaise sous les ordres de Murrough O'Brien. La bataille s'est soldée par une défaite écrasante des Confédérés irlandais.

## Contexte
Au cours de l'été 1647, Murrough O'Brien (qui deviendra plus tard comte d'Inchiquin (en)), commandant des forces parlementaires anglaises à Cork, ravage et brûle le territoire confédéré de Munster. Cela provoque de graves pénuries alimentaires et vaut à O'Brien le surnom de Murchadh an Dóiteáin, « Murrough le Brûleur ». En outre, Inchiquin s'empare de Rock of Cashel (en), dont la garnison était constituée de troupes confédérées et était chargée de symbolisme religieux. Lors de la mise à sac du château, les troupes d'O'Brien massacrent la garnison et tous les ecclésiastiques qu'elles y trouvent.
L'armée confédérée du Munster est incapable d'arrêter O'Brien en raison des querelles politiques entre les officiers en faveur d'un accord avec les royalistes anglais et ceux qui le rejettent. En réaction au sac de Cashel et à la famine, le Conseil suprême confédéré remplace Donagh MacCarthy, vicomte de Muskerry, par le vicomte Taaffe (en) à la tête de l'armée du Munster avec pour mission de défaire l'armée d'O'Brien.
Catholique anglais, Taaffe n'est pas un soldat expérimenté. Bien qu'il dispose d'un excellent contingent de vétérans sous la direction d'Alasdair MacColla, la plupart de ses hommes sont tout aussi inexpérimentés. En outre, les troupes irlandaises sont démoralisées par les rivalités internes et la plupart d'entre elles n'accordent que peu de confiance à Taaffe. O'Brien, en revanche, commande ses troupes depuis 1642 et a une bonne expérience militaire. Ses troupes sont composées de soldats parlementaires anglais bien entraînés et de colons britanniques qui ont été chassés de chez eux lors de la rébellion irlandaise de 1641. Les deux armées se rencontrent à Knockanuss, près de Mallow, à environ 29 kilomètres au nord de Cork.

## Déroulement de la bataille
La bataille qui s'ensuit consiste essentiellement en une retraite désorganisée des forces irlandaises. Taaffe avait positionné ses hommes de part et d'autre d'une colline, de telle sorte que ses deux ailes ne pouvaient pas rester en contact visuel et se maintenir informer du déroulement du combat. Les hommes de MacColla ont commencé par charger les parlementaires leur faisant face, les mettant en fuite et tuant un grand nombre d'entre eux. Pensant que la bataille était terminée, ils se mirent à piller le train de bagages de l'ennemi,.
Cependant, sur l'autre aile, la cavalerie d'O'Brien avait mis en déroute la cavalerie irlandaise. Malgré la tentative désespérée de Taaffe pour la maintenir au combat, l'infanterie irlandaise suivit le mouvement, nombre de soldats étant fauchés par les Têtes-Rondes qui les poursuivaient. La poursuite s'est maintenue sur des kilomètres et a entraîné non seulement de lourdes pertes parmi les Irlandais, mais aussi la perte de la majeure partie de leur équipement et de leur ravitaillement,. Inchiquin a perdu plusieurs officiers de son état-major, dont le parlementaire Sir Robert Travers (en). MacColla et ses hommes choisissent de se rendre lorsqu'ils prennent la mesure de la situation, mais ils seront ensuite tués par leurs ravisseurs. Environ 3 000 Confédérés et jusqu'à 1 000 Parlementaires anglais périrent à Knockanuss. Le carnage ne s'est pas arrêté après la fin des combats. Le lendemain, quelques centaines de soldats irlandais ont été découverts dans un bois voisin. Ils furent rapidement passés au fil de l'épée.

## Conséquences
Combinée à la bataille de Dungan's Hill dans le comté de Meath, cette défaite entraîne l'effondrement de la cause catholique confédérée et l'oblige à conclure un accord avec les royalistes anglais.